# Шаховская-Шик, Наталия Дмитриевна
Наталия Дмитриевна Шаховская-Шик (1 сентября 1890, Михайловское, Ярославская губерния — 20 июля 1942, Москва) — русский историк, писатель и переводчик, биограф, педагог, деятель кооперативного движения.

## Биография
Родилась 1 сентября 1890 года в селе Михайловское Ярославской губернии в имении деда генерала от инфантерии князя Ивана Фёдоровича Шаховского. Прадед Натальи Дмитриевны — декабрист Фёдор Петрович Шаховской, отец — Дмитрий Иванович, общественный и политический деятель, министр государственного призрения Временного правительства.
В 1907 году окончила с золотой медалью Ярославскую женскую гимназию.
В 1913 году окончила историческое отделение Московских высших женских курсов В. Герье.
В 1912—1917 годах работала в издательстве К. Ф. Некрасова, где было опубликовано несколько её работ.
В 1917 году возглавила неторговый отдел Дмитровского союза кооперативов.
В 1919 году переехала в Сергиев Посад, где продолжила работу в местном отделении Союза кооперативов, а после его ликвидации в конце 1920 года преподавала в педагогическом техникуме.
В 1920-е годы работала экскурсоводом в Историческом музее в Москве.
С 1931 года жила в городе Малоярославец, где пережила немецкую оккупацию.
Умерла от туберкулёза в 1942 году в Москве.

## Семья
- Старшая сестра — Шаховская, Анна Дмитриевна (1889—1959) — музейный работник, геолог.
- Муж (с 1918 года) — литератор Михаил Владимирович Шик (1887—1937), сын шкловского купца третьей гильдии Вольфа Мееровича Шика (1861—1938); в 1918 году принял православие, с 1926 года — священник. Репрессирован и расстрелян на Бутовском полигоне 27 сентября 1937 года[5]. Дети:
  - Сын — Сергей Михайлович Шик (1922—2018) — геолог.
  - Дочь — Мария Михайловна Шик (1924—2014) — микробиолог.
  - Дочь — Елизавета Михайловна Шик (1926—2014) — геолог[6].
  - Сын — Дмитрий Михайлович Шаховской (1928—2016) — скульптор.
  - Сын — Николай Михайлович Шаховской (1931—2005) — астроном[7]

Младшие сыновья Дмитрий и Николай после смерти матери воспитывались своей тёткой — Анной Дмитриевной (1889—1959), были ей усыновлены и взяли её фамилию.

## Творчество
Первые работы публикуются в период работы в издательстве К. Ф. Некрасова — исторические очерки (о Данииле Галицком, о Сергии Радонежском), исследование о сыске посадских тяглецов в XVII веке, биография В. Г. Короленко (получила высокую оценку самого Владимира Галактионовича, отметившего в письме к автору: «Примите это письмо как выражение моей благодарности за вашу работу, которая, повторяю, кажется мне хорошей по тону и по той внимательности, с какой вы отнеслись к своей задаче. С очень многими вашими критическими замечаниями согласен»), статья памяти А. П. Чехова. Была подготовлена, но не опубликована работа о князе А. М. Курбском. Вновь возвращается к литературной деятельности в конце 1920-х годов — сотрудничает с издательством «Посредник», переводит и пишет для детей и юношества популярные книги о выдающихся личностях (Кулибине, Ползунове, Фарадее и др.). В 1930-е годы пишет рассказы о детях, впервые опубликованные лишь в 1997 году.

## Публикации
- Шаховская Н. Д. В. Г. Короленко: Опыт биографической характеристики. М., книгоиздательство К. Ф. Некрасова, 1912
- Шаховская Н. Д. Сыск посадских беглецов и закладчиков в первой половине XVII в. // Журнал Министерства народного просвещения. 1914. Кн. 53. С. 250—322
- Шаховская Н. В монастырской вотчине XIV—XVIII века. Св. Сергий и его хозяйство. М. Кн-во К. Ф. Некрасова. 1915, — 132 с. с илл.
- Шаховская Н. 5 лет жизни Дмитровского Союза кооперативов. 1915 −1920 г. Дмитров. Типография Дмитровского Союза Кооперативов, 1920, — 32 с.
- Шаховская Н. Сергиевский уезд Московской губернии. Статистико-экономический очерк. Сергиев, 1925.
- Шаховская Н. Д. Жизнь первобытного человека. Первобытное хозяйство. / Под редакцией А. И. Дурикина и Е. М. Никольской. М., «Работник просвещения», 1929, — 25 с.
- Шаховская Н. Д. Молодые годы Короленко. М., 1931
- Шаховская Н. Д. Через препятствия. Повесть о жизни двух изобретателей. Изд. 2-е. М., «Посредник», 1931
- Шаховская Н. Д. Два механика. Изд. 3-е. М., «Посредник», 1933
- Шаховская Н. Д. Последнее путешествие капитана Скотта. М., «Посредник», 1934
- Шаховская Н. Д., Шик М. В. Загадка магнита. Повесть о жизни и трудах Майкла Фарадея, бывшего маленьким переплетчиком и ставшего великим ученым. Детиздат ЦК ВЛКСМ, М.-Л. 1937, — 239 с. Приложение: «История свечи» — 9З стр.
- Шаховская Н. Д., Шик М. В. Майкл Фарадей. М., «Детская литература», 1947
- Шаховская Н. Д., Шик М. В. Повелитель магнита. М., «Молодая гвардия», 1968
- Шаховская-Шик Н. Д. Мои встречи с С. П. Мансуровым // Надежда. Христианское чтение. Вып. 3. Франкфурт-на-Майне, 1979
- Шаховская-Шик Н. Д. Рассказы о детях // Альфа и Омега. № 3(14), 1997
- Шаховская-Шик Н. Д. О себе — для детей // Альфа и Омега. № 4(34), 2002

## Переводы
- Фрис А. Навстречу опасности. — М.: Посредник, 1928. — 90 с.
- Бюргель Б.[нем.] На пути к звёздам: Воспоминания о детстве и юности рабочего, ставшего астрономом. — М.: Посредник, 1928. — 64 с. (То же: Симферополь: Крымгиз, 1930.)
- Герлах А. Первые воздухоплаватели. / Перевод и обработка Н. Шаховской. — М.: Посредник, 1929. — 84 с. — (То же: Пятое издание. — М.: Посредник, 1934.)
- Бок Д. Что вертит колёса. — М.: Посредник, 1932. — 64 с.